# Загорани
Загорани (мкд. Загорани) је насеље у Северној Македонији, у јужном делу државе. Загорани припадају општини Прилеп.

## Географија
Насеље Загорани је смештено у јужном делу Северне Македоније. Од најближег већег града, Прилепа, насеље је удаљено 16 km југозападно.
Загорани се налазе у средишњем делу Пелагоније, највеће висоравни Северне Македоније. Село је смештено у средишњем делу поља, а најближа планина је Селечка планина, 10 km источно. Надморска висина насеља је приближно 660 метара.
Клима у насељу је континентална.

## Становништво
По попису становништва из 2002. године, Загорани су имали 108 становника.
Претежно становништво у насељу су етнички Македонци (100%).
Већинска вероисповест у насељу је православље.